# Heinrich Vogl
Heinrich Vogl (ur. 15 stycznia 1845 w Au, zm. 21 kwietnia 1900 w Monachium) – niemiecki śpiewak operowy, tenor.

## Życiorys
Jako dziecko śpiewał w chórze, następnie ukończył seminarium nauczycielskie i został członkiem zespołu opery dworskiej w Monachium. Był uczniem Franza Lachnera. Debiutował w 1865 roku rolą Maksa w Wolnym strzelcu Carla Marii von Webera. Po przedwczesnej śmierci Ludwiga Schnorra von Carolsfeld stał się czołowym wykonawcą ról tenorowych w operach Richarda Wagnera. Wystąpił w prapremierowych przedstawieniach Złota Renu (1869, w roli Logego) i Walkirii (1870, w roli Zygmunda). Rolę Logego powtórzył w trakcie kompletnej realizacji tetralogii Pierścień Nibelunga na festiwalu w Bayreuth w 1876 roku. Zdobył sławę jako odtwórca wielkich partii wagnerowskich: Tristana, Parsifala, Zygfryda, Zygmunda, Tannhäusera i Lohengrina. Występował w Berlinie (1881 – Loge, Zygmund, Zygryd), Londynie (1882 – Loge, Zygryd) i Nowym Jorku (1890 – Lohengrin, Tannhäuser, Loge, Zygfryd, Zygmund). Jedyną rolą, której nie wykonywał, był Walter von Stolzing w Śpiewakach norymberskich – ze względu na osobisty sprzeciw kompozytora.
Poza rolami wagnerowskimi wykonywał także partie tytułowe w Otellu Giuseppe Verdiego i Daliborze Bedřicha Smetany, a także role w operach W.A. Mozarta, Webera, Berlioza, Rheinbergera i Rittera. Sam także napisał operę, Der Fremdling, w której wystąpił w głównej roli (premiera Monachium 1899). Po raz ostatni pojawił się na scenie 17 kwietnia 1900 roku jako Canio w Pajacach Leoncavalla, 4 dni później zmarł w wyniku ataku apopleksji.
Od 1868 roku żonaty był z sopranistką Therese Thoma, z którą tworzył wielkie duety protagonistów wagnerowskich – Tristana i Izoldę oraz Zygmunda i Zyglindę.